# Bataille de Jasmund
Guerre de Scanie
Batailles
- Fehrbellin
- Jasmund
- Öland
- Halmstad
- Lund
- Fehmarn
- Malmö
- Køge
- Landskrona
- Marstrand
- Uddevalla
- Warksow
- Stralsund

La bataille navale de Jasmund, de Rügen ou de Bornhholm est livrée les 25 et 26 mai 1676 pendant la guerre de Scanie. Elle oppose à 15 kilomètres au nord de la péninsule de Jasmund (en), sur la côte nord-est de l'île de Rügen, dans la Baltique, une escadre alliée dano-néerlandaise à une flotte suédoise.
Les alliés, commandés par l'amiral danois Niels Juel, n'ont que 35 navires alors que leurs adversaires en ont 59. L'amiral hollandais Cornelis Tromp doit amener une escadre en renfort ; cependant nul ne sait quand il doit arriver. Malgré la disproportion des forces, Niels Juel décide d'attaquer sans attendre les bâtiments de Tromp. Son audace est couronnée de succès : le 25 mai, les Suédois, mal commandés par l'amiral Lorentz Creutz, sont incapables de maintenir leur ligne de bataille et perdent cinq navires. Le lendemain, le combat reprend, mais cette fois, sans résultat significatif. Lorsque les deux flottes se séparent, les alliés ont malmené la flotte suédoise mais ils n'ont remporté qu'un avantage tactique ; cependant, le 1er juin suivant, Tromp inflige une défaite décisive aux Suédois, toujours commandés par Lorentz Creutz lors de la bataille d'Öland.

## Sources
- (en) Anthony Bruce et William Cogar, An encyclopedia of naval history, New York, Facts On Files Inc., 1998, 440 p. (ISBN 978-0-8160-2697-5).